# Nuhszaja
Nuhszaja (akad. Nuḫšāja, w transliteracji z pisma klinowego zapisywane mḪÉ.NUN-a-a) – asyryjski gubernator prowincji Kilizu za rządów króla Sennacheryba (704-681 p.n.e.); w 703 r. p.n.e. pełnił urząd limmu (eponima).